# ピアノソナタ第24番 (ベートーヴェン)
ピアノソナタ第24番（ピアノソナタだいにじゅうよんばん）嬰ヘ長調 作品78は、ルートヴィヒ・ヴァン・ベートーヴェンが1809年に作曲したピアノソナタ。

## 概要
ルドルフ大公の目録によれば、この作品の写譜が大公の元に届けられたのは1809年10月であったらしい。当時は旺盛な創作活動を続けていたベートーヴェンであったが、ピアノソナタの分野では前作『熱情ソナタ』以来既に4年が経過していた。1809年のナポレオン軍の侵攻はルドルフ大公がウィーンを離れるという事態を招き、この出来事に絡んで作曲された『告別ソナタ』によってベートーヴェンはこのジャンルに舞い戻る。そうした中、同時期に書かれたより規模の小さい本作が先に完成されて世に出されることとなった。
楽譜は1810年9月にブライトコプフ・ウント・ヘルテルから出版され、伯爵令嬢テレーゼ・フォン・ブルンスヴィックに捧げられた。そのため本作は『テレーゼ』と通称されることもある。ベートーヴェンはブルンスヴィック家と親密な関係であり、ピアノの教え子でもあったテレーゼから贈られた彼女の肖像画を生涯大切にしていた。なお、彼女は『エリーゼのために』の「エリーゼ」の正体として有力視されているテレーゼ・マルファッティとは別人である。アントン・シンドラーによれば、作曲者自身はこの作品に強い愛着を抱いていたということである。

## 演奏時間
約10分。

## 楽曲構成

### 第1楽章
Adagio cantabile 2/4拍子 - Allegro, ma non troppo 4/4拍子 嬰ヘ長調
ソナタ形式。ハイドンの作品などに前例があるとはいえ、古典派音楽としては非常に珍しい調性が選択されている。曲は4小節の優美な導入に始まる（譜例1）。この序奏は楽章中に現れる要素を予言するものであるが、曲中に再度現れることはない。
譜例1
続いてアレグロ・マ・ノン・トロッポの主部となり、譜例2の第1主題が提示される。
譜例2
16分音符による経過句を経て、第2主題が嬰ハ長調で出される（譜例3）。第2主題は右手に始まる16分音符の流れに受け継がれ、その音型が左手に引き渡されて結尾句を形成する。
譜例3
提示部を反復した後、小ぢんまりとした展開部となる。まず第1主題が嬰ヘ短調で出された後、16分音符の流れとこの主題冒頭のリズム素材が組み合わされて進められる。再現部では第1主題がやや拡大された形で再現され、続いて第2主題が嬰ヘ長調に現れる。コーダでは16分音符の流れの上に譜例2を回想しながら音量を増していく。なお、展開部と再現部を反復するよう指示されている。

### 第2楽章
Allegro vivace 2/4拍子 嬰ヘ長調
ソナタ形式とロンド形式を融合した形式とみなすことができる。ユーモラスな性格を持ちながらも、繊細な感覚で貫かれている。強弱が交代する第1主題に始まる（譜例4）。
譜例4
続いて2音ずつスラーで結ばれた16分音符が上昇するパッセージが現れる（譜例5）。
譜例5
譜例4、譜例5が繰り返されたのち、譜例5の音型から生成された第2主題に相当する楽想が嬰ニ長調で奏される（譜例6）。
譜例6
再び16分音符のパッセージとなって進められると、譜例4がロ長調で、譜例6が嬰ヘ長調で順次再現される。終わり近くに嬰ヘ長調で譜例4が出されるが、この際フレーズ後半にはスラーが付されて趣に変化が与えられている。譜例4に基づくコーダとなり弱音に落ち着いていくが、上昇するアルペッジョが挿入された後、16分音符による音型に乗って勢いよく全曲の幕を閉じる。